# Borderline (Brooks & Dunn)
Borderline è il quarto album in studio del duo di musica country statunitense Brooks & Dunn, pubblicato nel 1996.

## Tracce
1. My Maria – 3:30
2. A Man This Lonely – 3:34
3. Why Would I Say Goodbye – 4:18
4. Mama Don't Get Dressed Up for Nothing – 4:07
5. I Am That Man – 4:09
6. More Than a Margarita – 3:22
7. Redneck Rhythm & Blues – 2:51
8. My Love Will Follow You – 3:41
9. One Heartache at a Time – 3:04
10. Tequila Town – 3:13
11. White Line Casanova – 3:35